# Gilbert z Syrii
Gilbert z Syrii (zm. 1177), 7 wielki mistrz zakonu joannitów w latach 1172–1177.